# Трисульфан
Трисульфан — бинарное неорганическое соединение
серы и водорода
с формулой H2S3,
жёлтая жидкость.

## Получение
- Крекинг сырого сульфана (полисульфида водорода) с отгонкой продуктов реакции при давлении 12-15 мм.рт.ст.:

{\displaystyle {\mathsf {H_{2}S_{x}\ {\xrightarrow {135^{o}C}}\ H_{2}S_{3}+(x-3)S}}}

## Физические свойства
Трисульфан образует жёлтую подвижную маслянистую жидкость с удушливым запахом, напоминающим запах камфоры.
При охлаждении жидкость становится бесцветной.
Растворяется в сероуглероде, бензоле, хлороформе.

## Химические свойства
- Водой разлагается:

{\displaystyle {\mathsf {H_{2}S_{3}\ \xrightarrow {H_{2}O} \ H_{2}S+2S}}}